# Gnophos zeitunaria
Gnophos zeitunaria är en fjärilsart som beskrevs av Otto Staudinger 1901. Gnophos zeitunaria ingår i släktet Gnophos och familjen mätare. Inga underarter finns listade i Catalogue of Life.